# Гокай (Айова)
Гокай (англ. Hawkeye) — місто (англ. city) в США, в окрузі Фаєтт штату Айова. Населення — 438 осіб (2020).

## Географія
Гокай розташований за координатами 42°56′16″ пн. ш. 91°57′1″ зх. д. / 42.93778° пн. ш. 91.95028° зх. д. (42.937742, -91.950354).  За даними Бюро перепису населення США в 2010 році місто мало площу 1,74 км², уся площа — суходіл.

## Демографія
Згідно з переписом 2010 року, у місті мешкало 449 осіб у 201 домогосподарстві у складі 123 родин. Густота населення становила 258 осіб/км².  Було 227 помешкань (130/км²).
Расовий склад населення:
| - 99,1 % — білих - 0,7 % — чорних або афроамериканців - 0,2 % — корінних американців |

До двох чи більше рас належало 0,0 %. Частка іспаномовних становила 0,2 % від усіх жителів.
За віковим діапазоном населення розподілялося таким чином: 20,7 % — особи молодші 18 років, 58,6 % — особи у віці 18—64 років, 20,7 % — особи у віці 65 років та старші. Медіана віку мешканця становила 43,8 року. На 100 осіб жіночої статі у місті припадало 102,3 чоловіків;  на 100 жінок у віці від 18 років та старших — 100,0 чоловіків також старших 18 років.
Середній дохід на одне домашнє господарство  становив 47 141 долар США (медіана — 42 000), а середній дохід на одну сім'ю — 54 936 доларів (медіана — 55 469). Медіана доходів становила 33 125 доларів для чоловіків та 29 375 доларів для жінок. За межею бідності перебувало 18,8 % осіб, у тому числі 20,8 % дітей у віці до 18 років та 16,8 % осіб у віці 65 років та старших.
Цивільне працевлаштоване населення становило 264 особи. Основні галузі зайнятості: освіта, охорона здоров'я та соціальна допомога — 23,5 %, роздрібна торгівля — 18,9 %, виробництво — 15,2 %.